# Оппенгейм, Константин Александрович
Константин Александрович Оппенгейм (нем. Konstantin Alexander Oppenheim; 9 [21] февраля 1872, Санкт-Петербург — 18 ноября 1939, Москва) — российский и советский инженер-путеец, профессор, заслуженный деятель науки и техники РСФСР, автор более 70 научных статей, а также 12 фортепианных произведений и романсов.

## Биография
Родился 9 (21) февраля 1872 года в Санкт-Петербурге в семье главного санитарного врача Санкт-Петербурга, доктора медицины, тайного советника А. Н. Оппенгейма (09.10.1843 — 06.05.1909) и Ольги Егоровны фон Эст (урождённой Дризен; 1849—1910). Кроме Константина в семье родились: 5 февраля 1870 года — Александр, 23 мая 1874 года — Ольга, 12 августа 1878 года — Владимир.
Окончил Третью Петербургскую гимназию с золотой медалью и поступил в Институт инженеров путей сообщения. Во время обучения написал научное исследование «Паровозное топливо России», за которое получил премию учёного совета института. После окончании вуза в 1895 году сначала служил на Николаевской (по путейской части на станции Малая Вишера), затем — на Сызранско-Вяземской железных дорогах. 
В 1900—1908 годах был начальником участка на железнодорожной линии Варшава—Калиш. Одновременно К. А. Оппенгейм преподавал в Варшавском политехническом институте. В 1900 году подготовил справочник «Указатель распоряжений разных органов Министерства путей сообщения, касающихся службы и зданий железных дорог». Справочник переиздавался 7 раз до 1914 года. В этот же период Оппенгейм начинает разрабатывать тему мостостроения, очень важную для его дальнейшей научно-практической деятельности («Заметка о проектировании железнодорожных мостов в кривых частях пути». — М., 1898).
В 1908—1911 годах служил в Томске на должности заместителя и начальника службы пути Сибирской железной дороге и преподавал в Томском технологическом институте. В Томске выпустил брошюру «Теория об удешевлении рельсового пути» (Томск, 1909; в 1911 году была переработана для журнала «Труды Томского отделения Русского технического общества»). В 1911 году вернулся в Санкт-Петербург и снова работал на Николаевской железной дороге. С 1913 года участвовал в строительстве магистрали Казань—Екатеринбург.  
С 1914 по 1917 год — гласный Петроградского губернского и уездного земского собрания. В 1916 году был внесён в дворянскую родословную книгу. 
В 1918 году переехал в Москву, поселился на улице Пречистенке (д. 27, кв. 3). Работал в Комитете государственных сооружений НКПС. С 1919 года — профессор Московского высшего технического училища, где читал курс «Железные дороги».
В 1920-е годы Оппенгейм часто выезжал в командировки, участвовал в международных конгрессах по железнодорожному делу. О европейских достижениях в области путей сообщения (прежде всего, в Германии) написал книги: «Железные дороги земного шара в ХХ столетии» (М., 1923), «Успехи заграничной техники и новейшие течения в области устройства рельсового пути» (М., 1923); составил «Немецкую хрестоматию по транспорту» (М., 1927).
В 1922 году на Высших технических  курсах НКПС Оппенгейм читал курс «Проектирование железных дорог». В 1924 году организовал первую в России кафедру «Изыскание и постройка железных дорог» в МИИТ; с 1926 по 1933 год был деканом строительного факультета в этом вузе. В 1927 году ему присвоено учёное звание доктора технических наук по совокупности научных трудов. Был членом Совета научно-технического Комитета Народного комиссариата путей сообщения.
В 1935 году против К. А. Оппенгейма были выдвинуты обвинения в связи с вредностью «предельческой литературы». Под «предельческой литературой» (а в неё входил и учебник Оппенгейма «Задачи и вопросы по тяговым расчетам». — М., 1932) подразумевалась литература, устанавливающая пределы числа прицепляемых вагонов. Оппенгейм исправил свои «заблуждения» в новой редакции задачника 1937 года. 
В 1938 году был напечатан его двухтомный учебник для вузов железнодорожного транспорта «Изыскания, проектирование и постройка железных дорог». В том же году ему было присвоено почётное звание «Заслуженный деятель науки и техники РСФСР», и он был награждён орденом «Знак почёта».
Умер 18 ноября 1939 года в Москве от рака горла. Похоронен в пантеоне выдающихся деятелей искусства и науки на Новодевичьем кладбище Москвы (участок № 2, ряд 17, место 1).

## Художественное творчество
К. А. Оппенгейм — автор 12 фортепьянных произведений и романсов для фортепьяно с баритоном (меццо-сопрано); восемь из них были опубликованы: «Souvenir de „Belmonte“» («Воспоминание о вилле „Бельмонт“»): мазурка. — СПб., 1899 . «Miłośc I Przyazn» («Любовь и дружба». Оп. 6): вальс. — Варшава, 1901. «Un’ora di solitudine» («Час одиночества». Оп.7): вальс. — Варшава, 1902. Пять романсов, посвящённых Н. Н. Арбеневой. «Твоим навеки быть хотел бы» (оп. 8) и другие — 1912—1913.

## Семья
1. Первая жена (с 1895[1]): Евгения Евгеньевна Лукашева (1866—1928), сестра генерал-лейтенантов Николая (1849—1913) и Евдокима (1850—1910) Евгеньевичей Лукашевых. Их сын, Николай Константинович Оппенгейм (1896—1919), погиб в Гражданскую войну на миноносце «Свобода»;
2. Вторая жена: Александра Цезаревна Вояковская (по 1-му мужу Ревкевич) (1873—1912). Сын: Константин Константинович Оппенгейм (1907—1942), умер во время блокады Ленинграда;
3. Третья жена (с 1913[1]): Надежда Николаевна Арбенева (1890—1954);
4. Четвёртая жена: Ксения Александровна Елич (1901—1945), бывшая жена профессора Юлия Исидоровича Елича (1887—1953).